# جهنده کوتوله
جهنده کوتوله (نام علمی: Spialia nanus) نام یک گونه از سرده جهندگان خاکستری است.